# Szczytniki (Litwa)
Szczytniki – wieś na Litwie, w okręgu uciańskim, w rejonie ignalińskim, w starostwie Rymszany.

## Historia
W dwudziestoleciu międzywojennym folwark leżał w Polsce, w województwie nowogródzkim (od 1926 w województwie wileńskim), w powiecie brasławskim, w gminie Dryświaty.
W 1931 zamieszkiwało tu 12 osób w 2 budynkach.
Miejscowość należała do parafii rzymskokatolickiej w Gajdach. Podlegała pod Sąd Grodzki w m. Turmont  i Okręgowy w Wilnie; właściwy urząd pocztowy mieścił się w m. Dryświatach.